# Mesnil-Saint-Laurent
Mesnil-Saint-Laurent es una comuna francesa situada en el departamento de Aisne, de la región de Alta Francia.

## Geografía
Está ubicada a 5 km al este de San Quintín.

## Demografía
| 253 | 252 | 299 | 388 | 430 | 426 | 443 | 453 |
| Para los censos de 1962 a 1999 la población legal corresponde a la población sin duplicidades (Fuente: INSEE [Consultar]) |     |     |     |     |     |     |     |